# Phillipsiella
Phillipsiella är ett släkte av svampar. Phillipsiella ingår i familjen Phillipsiellaceae, klassen Dothideomycetes, divisionen sporsäcksvampar och riket svampar.
| Phillipsiella | \| \| Phillipsiella atra \| \| \| \| |
|               | \| \| Phillipsiella atra \| \| \| \| |
|               | Phillipsiella atra                   |
|               |                                      |

|  | Phillipsiella atra |
|  |                    |